# Tour of the Alps 2022
45. ročník etapového cyklistického závodu Tour of the Alps se konal mezi 18. a 22. dubnem 2022 v rakouské spolkové zemi Tyrolsko a italském regionu Tridentsko-Horní Adiže. Celkovým vítězem se stal Francouz Romain Bardet z týmu Team DSM. Na druhém a třetím místě se umístili Australan Michael Storer (Groupama–FDJ) a Nizozemec Thymen Arensman (Team DSM). Závod byl součástí UCI ProSeries 2022 na úrovni 2.Pro.

## Týmy
Závodu se zúčastnilo 10 z 18 UCI WorldTeamů, 7 UCI ProTeamů a 1 UCI Continental tým. Většina týmů nastoupily na start se sedmi závodníky. Týmy Bora–Hansgrohe, Team Bahrain Victorious, Groupama–FDJ, Israel–Premier Tech, Team DSM a Bardiani–CSF–Faizanè přijely s šesti jezdci a tým EF Education–EasyPost s pěti jezdci. Závod tak odstartovalo 118 závodníků. Do cíle v Lienzu dojelo 64 z nich, dalších 23 závodníků pak do cíle dojelo mimo časový limit.
UCI WorldTeamy
- AG2R Citroën Team
- Astana Qazaqstan Team
- Bora–Hansgrohe
- EF Education–EasyPost
- Groupama–FDJ
- Ineos Grenadiers
- Israel–Premier Tech
- Movistar Team
- Team Bahrain Victorious
- Team DSM

UCI ProTeamy
- Bardiani–CSF–Faizanè
- Caja Rural–Seguros RGA
- Drone Hopper–Androni Giocattoli
- Eolo–Kometa
- Equipo Kern Pharma
- Euskaltel–Euskadi
- Uno-X Pro Cycling Team

UCI Continental týmy
- Tirol KTM Cycling Team

## Trasa a etapy
| Etapa         | Datum         | Trasa                                        | Vzdálenost | Typ      | Typ           | Vítěz                    |
| ------------- | ------------- | -------------------------------------------- | ---------- | -------- | ------------- | ------------------------ |
| 1             | 18. dubna     | Cles – Primiero San Martino di Castrozza     | 160,9 km   |          | Zvlněná etapa | Geoffrey Bouchard (FRA)  |
| 2             | 19. dubna     | Primiero San Martino di Castrozza – Lana     | 154,1 km   |          | Zvlněná etapa | Pello Bilbao (ESP)       |
| 3             | 20. dubna     | Lana – Niederdorf/Villabassa                 | 154,6 km   |          | Horská etapa  | Lennard Kämna (GER)      |
| 4             | 21. dubna     | Niederdorf/Villabassa – Kals am Großglockner | 142,4 km   |          | Horská etapa  | Miguel Ángel López (COL) |
| 5             | 22. dubna     | Lienz – Lienz                                | 114,5 km   |          | Zvlněná etapa | Thibaut Pinot (FRA)      |
| Celková délka | Celková délka | Celková délka                                | 726,5 km   | 726,5 km | 726,5 km      | 726,5 km                 |

## Průběžné pořadí
| Etapa          | Vítěz              | Celkové pořadí    | Vrchařská soutěž  | Soutěž mladých jezdců | Sprinterská soutěž | Soutěž týmů       |
| -------------- | ------------------ | ----------------- | ----------------- | --------------------- | ------------------ | ----------------- |
| 1              | Geoffrey Bouchard  | Geoffrey Bouchard | Geoffrey Bouchard | Natnael Tesfatsion    | Emanuel Zangerle   | AG2R Citroën Team |
| 2              | Pello Bilbao       | Pello Bilbao      | Pavel Sivakov     | Santiago Buitrago     | Miguel Ángel López | Ineos Grenadiers  |
| 3              | Lennard Kämna      | Pello Bilbao      | Pavel Sivakov     | Thymen Arensman       | Miguel Ángel López | Ineos Grenadiers  |
| 4              | Miguel Ángel López | Pello Bilbao      | Geoffrey Bouchard | Thymen Arensman       | Miguel Ángel López | Ineos Grenadiers  |
| 5              | Thibaut Pinot      | Romain Bardet     | Torstein Træen    | Thymen Arensman       | Thibaut Pinot      | Groupama–FDJ      |
| Konečné pořadí | Konečné pořadí     | Romain Bardet     | Torstein Træen    | Thymen Arensman       | Thibaut Pinot      | Groupama–FDJ      |

- Ve 2. etapě nosil Ben Zwiehoff, jenž byl druhý ve vrchařské soutěži, světle modrý dres, protože lídr této klasifikace Geoffrey Bouchard nosil zelený dres pro lídra celkového pořadí.

## Konečné pořadí
| Legenda | Legenda                          | Legenda | Legenda                               |
| ------- | -------------------------------- | ------- | ------------------------------------- |
|         | Označuje lídra celkového pořadí  |         | Označuje lídra soutěže mladých jezdců |
|         | Označuje lídra vrchařské soutěže |         | Označuje lídra sprinterské soutěže    |

### Celkové pořadí
| Pořadí | Jezdec                  | Tým                     | Čas         |
| ------ | ----------------------- | ----------------------- | ----------- |
| 1      | Romain Bardet (FRA)     | Team DSM                | 18h 59' 29" |
| 2      | Michael Storer (AUS)    | Groupama–FDJ            | + 14"       |
| 3      | Thymen Arensman (NED)   | Team DSM                | + 16"       |
| 4      | Pello Bilbao (ESP)      | Team Bahrain Victorious | + 37"       |
| 5      | Attila Valter (HUN)     | Groupama–FDJ            | + 49"       |
| 6      | Felix Gall (AUT)        | AG2R Citroën Team       | + 53"       |
| 7      | Richie Porte (AUS)      | Ineos Grenadiers        | + 1' 00"    |
| 8      | Santiago Buitrago (COL) | Team Bahrain Victorious | + 1' 57"    |
| 9      | Hugh Carthy (GBR)       | EF Education–EasyPost   | + 2' 08"    |
| 10     | Pavel Sivakov (FRA)     | Ineos Grenadiers        | + 2' 13"    |

### Vrchařská soutěž
| Pořadí | Jezdec                   | Tým                    | Body |
| ------ | ------------------------ | ---------------------- | ---- |
| 1      | Torstein Træen (NOR)     | Uno-X Pro Cycling Team | 20   |
| 2      | David de la Cruz (ESP)   | Astana Qazaqstan Team  | 16   |
| 3      | Geoffrey Bouchard (FRA)  | AG2R Citroën Team      | 15   |
| 4      | Pavel Sivakov (FRA)      | Ineos Grenadiers       | 12   |
| 5      | Thibaut Pinot (FRA)      | Groupama–FDJ           | 10   |
| 6      | Lennard Kämna (GER)      | Bora–Hansgrohe         | 10   |
| 7      | James Piccoli (CAN)      | Israel–Premier Tech    | 10   |
| 8      | Unai Iribar (ESP)        | Euskaltel–Euskadi      | 9    |
| 9      | Miguel Ángel López (COL) | Astana Qazaqstan Team  | 8    |
| 10     | Thymen Arensman (NED)    | Team DSM               | 8    |

### Soutěž mladých jezdců
| Pořadí | Jezdec                   | Tým                             | Čas         |
| ------ | ------------------------ | ------------------------------- | ----------- |
| 1      | Thymen Arensman (NED)    | Team DSM                        | 18h 59' 45" |
| 2      | Santiago Buitrago (COL)  | Team Bahrain Victorious         | + 1' 41"    |
| 3      | Lenny Martinez (FRA)     | Groupama–FDJ                    | + 2' 58"    |
| 4      | Sean Quinn (USA)         | EF Education–EasyPost           | + 3' 00"    |
| 5      | Cian Uijtdebroeks (BEL)  | Bora–Hansgrohe                  | + 3' 00"    |
| 6      | Natnael Tesfatsion (ERI) | Drone Hopper–Androni Giocattoli | + 7' 57"    |
| 7      | Florian Lipowitz (GER)   | Tirol KTM Cycling Team          | + 13' 40"   |
| 8      | Magnus Kulset (NOR)      | Uno-X Pro Cycling Team          | + 16' 11"   |
| 9      | Abner Gonzáles (PUR)     | Movistar Team                   | + 17' 12"   |
| 10     | Reuben Thompson (NZL)    | Groupama–FDJ                    | + 18' 31"   |

### Sprinterská soutěž
| Pořadí | Jezdec                   | Tým                   | Čas |
| ------ | ------------------------ | --------------------- | --- |
| 1      | Thibaut Pinot (FRA)      | Groupama–FDJ          | 10  |
| 2      | Miguel Ángel López (COL) | Astana Qazaqstan Team | 6   |
| 3      | David de la Cruz (ESP)   | Astana Qazaqstan Team | 6   |
| 4      | Anton Palzer (GER)       | Bora–Hansgrohe        | 6   |
| 5      | Chris Hamilton (AUS)     | Team DSM              | 4   |
| 6      | Nicolas Prodhomme (FRA)  | AG2R Citroën Team     | 4   |
| 7      | Vadim Pronskij (KAZ)     | Astana Qazaqstan Team | 4   |
| 8      | Asier Etxeberria (ESP)   | Euskaltel–Euskadi     | 4   |

### Soutěž týmů
| Pořadí | Tým                     | Čas          |
| ------ | ----------------------- | ------------ |
| 1      | Groupama–FDJ            | 56h 51' 08"  |
| 2      | Ineos Grenadiers        | + 10' 04"    |
| 3      | Team Bahrain Victorious | + 12' 05"    |
| 4      | EF Education–EasyPost   | + 17' 50"    |
| 5      | Team DSM                | + 19' 04"    |
| 6      | Astana Qazaqstan Team   | + 24' 30"    |
| 7      | Movistar Team           | + 32' 24"    |
| 8      | AG2R Citroën Team       | + 38' 25"    |
| 9      | Bora–Hansgrohe          | + 45' 10"    |
| 10     | Euskaltel–Euskadi       | + 1h 00' 19" |